# Greig (Nueva York)
Greig es un pueblo ubicado en el condado de Lewis en el estado estadounidense de Nueva York. En el año 2000 tenía una población de 1,365 habitantes y una densidad poblacional de 6 personas por km².

## Geografía
Greig se encuentra ubicado en las coordenadas 43°40′53″N 75°18′45″O / 43.68139, -75.31250.

## Demografía
Según la Oficina del Censo en 2000 los ingresos medios por hogar en la localidad eran de $ 35,179 y los ingresos medios por familia eran $39,028. Los hombres tenían unos ingresos medios de $32,596 frente a los $22,857 para las mujeres. La renta per cápita para la localidad era de $15,838. Alrededor del 8.9% de la población estaban por debajo del umbral de pobreza.